# Wake in Fright
Wake in Fright (conocida como Outback en Estados Unidos y como Despertar en el infierno en España) es una película australiana de 1971 dirigida por Ted Kotcheff y protagonizada por Gary Bond, Donald Pleasence y Chips Rafferty. El guion fue escrito por Evan Jones y está basado en la novela de 1961 de Kenneth Cook del mismo nombre.
La película narra la historia de un joven profesor de escuela que llega cerca de la autodestrucción tras quedarse tirado en un amenazador pueblo del desierto australiano.
Durante muchos años, Wake in Fright no estuvo disponible ni en VHS ni en DVD, además de que nunca fue emitida en televisión. Sin embargo, a mediados de 2009, fue relanzada en cines australianos y recibió el aplauso popular; además, a finales de año fue puesta a la venta en DVD y Blu-ray. Actualmente, Wake in Fright es reconocida como una de las películas más importantes de la Nueva Ola Australiana. Nick Cave, músico y guionista australiano, llamó a la película «la mejor y más terrorífica película sobre Australia».

## Reparto
- Gary Bond como John Grant.
- Donald Pleasence como Doc Tydon.
- Chips Rafferty como Jock Crawford.
- Sylvia Kay como Janette Hynes.
- John Meillon como Charlie.
- Jack Thompson como Dick.
- Peter Whittle como Joe.
- Al Thomas como Tim Hynes.
- Dawn Lake como Joyce.
- John Armstrong como Atkins.
- Slim de Grey como Jarvis.
- Maggie Dence como la recepcionista.
- Norman Erskine como Joe el cocinero.

## Recepción
El estreno mundial de la película, con el nombre de Outback, fue en el Festival de Cannes de 1971.
Tras su restauración, Wake in Fright se reestrenó en el Festival de Cannes de 2009, cuando fue seleccionada como un Clásico de Cannes por Martin Scorsese. Esta es una de las dos únicas películas que han sido proyectadas dos veces en el festival. Scorsese dijo: «Wake in Fright es una película profundamente - y quiero decir profundamente - perturbadora e inquietante. La vi cuando se proyectó en Cannes en 1971, y me dejó sin palabras. [...] Estoy contento de que Wake in Fright haya sido preservada y restaurada y de que finalmente haya logrado la fama que se merece».